# Huajojutla
Huajojutla är en ort i Mexiko.   Den ligger i kommunen Taxco de Alarcón och delstaten Guerrero, i den sydöstra delen av landet, 110 km söder om huvudstaden Mexico City. Huajojutla ligger 1 660 meter över havet och antalet invånare är 931.
Terrängen runt Huajojutla är kuperad söderut, men norrut är den bergig. Runt Huajojutla är det ganska tätbefolkat, med 139 invånare per kvadratkilometer. Närmaste större samhälle är Taxco de Alarcón, 4,4 km sydväst om Huajojutla. I omgivningarna runt Huajojutla växer huvudsakligen savannskog.